# Глава 5: Стрелок
«Глава́ 5: Стрело́к» (англ. Chapter 5: The Gunslinger) — пятый эпизод первого сезона американского телесериала «Мандалорец», действие которого разворачивается в медиафраншизе «Звёздные войны». Эпизод был снят исполнительным продюсером Дэйвом Филони по собственному сценарию и выпущен на стриминговом сервисе Disney+ 6 декабря 2019 года. В эпизоде Мандалорец, роль которого исполнил Педро Паскаль, находится в бегах вместе с «Малышом» и помогает новому охотнику за головами (Джейк Каннавале).

## Сюжет
Мандалорец побеждает преследующего его охотника за головами в перестрелке, но «Лезвие бритвы» оказывается сильно повреждено, и он совершает аварийную посадку на ремонтной базе Пели Мотто в Мос-Эйсли на Татуине. В поисках работы с целью оплатить ремонт, он знакомится с Торо Каликаном (Джейк Каннавале), молодым охотником за головами, желающим вступить в Гильдию путём поимки опытной наёмницы Феннек Шанд (Минг-На Вен). Несмотря на опасения, Мандалорец соглашается помочь ему за награду, тогда как поимка будет приписана Каликану. Тем временем, Пели сближается с «Малышом» и заботится о нём, параллельно занимаясь ремонтом корабля.
В поисках Шанд, Мандалорец и Каликан отправляются на спидер-байках на Дюнное море. Там они сталкиваются с таскенскими рейдерами; Мандалорец торгуется с ними, предлагая бинокуляры Каликана в обмен на безопасный проезд. Они встречают дьюбака, к которому привязано тело мёртвого охотника за головами, что оказывается засадой, выстроенной Шанд с целью привлечения тех, кто заинтересован в её поимке. Напарники уворачиваются от её атак и берут её в заложники, но в пылу боя она уничтожает один из спидер-байков.
Вместо уничтоженного байка, Мандалорец пересаживается на дьюбака, в то время как Каликан следит за Шанд. Она сообщает им о том, что Мандалорец — предатель Гильдии, и что награда за него и за Малыша значительно выше, чем за неё. Каликана не интересует награда, но Шанд пытается убедить его в том, что поимка Мандалорца сделает его легендой. Она предлагает помочь ему поймать Мандалорца, если тот её освободит, однако Каликан, предполагая, что Шанд его предаст, стреляет в неё и отправляется в гараж Мотто, где берёт в заложники её саму и Малыша. Мандалорец прибывает на место происшествия, использует световую гранату, чтобы оглушить противника, и застреливает его. Затем Мандалорец оплачивает ремонт корабля деньгами Каликана и улетает с Татуина. В пустыне появляется таинственная фигура, забирающая тело Шанд.

## Производство

### Разработка
Эпизод был срежиссирован исполнительным продюсером сериала Дэйвом Филони по его собственному сценарию.

### Подбор актёров
Эми Седарис и Джейк Каннавале получили роли Пели Мотто и Торо Каликана соответственно. На D23 Expo в августе 2019 года стало известно, что Минг-На Вен появится в сериале в роли Феннек Шанд. Также в эпизоде снялись Рио Хэкфорд в роли Райота Мара, Трой Котцур в роли таскенского рейдера и Стивен Блум в роли оператора космопорта. Брендан Уэйн и Латиф Кроудер указаны в титрах как дублёры Мандалорца. Барри Лоуин указан как дополнительный дублёр Мандалорца, в то время как Мили Нейлин, Тревор Логан и Мин Кью — как дублёры Пели Мотто, Торо Каликана и Феннек Шанд соответственно. Движениями «Малыша» управляли различные постановщики. В эпизоде «Связи» документального сериала «Галерея Disney: Мандалорец» было объявлено, что Марк Хэмилл, сыгравший Люка Скайуокера в фильмах серии «Звёздные войны», озвучил дроида-бармена EV-9D9.

### Музыка
Людвиг Йоранссон написал музыкальное сопровождение для эпизода. Альбом с саундтреком был выпущен 6 декабря 2019 года.
| №                   | Название            | Длительность |
| ------------------- | ------------------- | ------------ |
| 1.                  | «Warm or Cold»      | 1:39         |
| 2.                  | «Bright Eyes»       | 1:39         |
| 3.                  | «Stuck with Me Now» | 2:26         |
| 4.                  | «Speederbikes»      | 1:21         |
| 5.                  | «Raiders»           | 1:20         |
| 6.                  | «Night Riders»      | 3:29         |
| 7.                  | «The Hangar»        | 6:06         |
| 8.                  | «Farewell»          | 2:09         |
| Общая длительность: | Общая длительность: | 20:09        |

## Реакция
Сайт-агрегатор рецензий Rotten Tomatoes дал эпизоду рейтинг 73 % со средним баллом 6.47 / 10, основанный на 30 отзывах. Консенсус сайта гласит: «„Стрелок“ может похвастаться вспышкой ностальгии, но учитывая, что до финала ещё три эпизода, нехватка развития сюжета в „Мандалорце“ ощущается так, будто повествование движется по кругу».

## Комментарии
1. ↑  В эпизоде «Глава 14: Трагедия» становится известно, что это был Боба Фетт.